# Lepidosaphes spinosa
Lepidosaphes spinosa är en insektsart som först beskrevs av Fuller 1899.  Lepidosaphes spinosa ingår i släktet Lepidosaphes och familjen pansarsköldlöss. Inga underarter finns listade i Catalogue of Life.